# Augustin Le Cirier
Augustin Le Cirier (né à Paris en 1540, mort à Avranches le 23 mars 1580) est un ecclésiastique parisien, doyen de Notre Dame de Paris, qui fut évêque  d'Avranches de 1575 à 1580.

## Biographie
Augustin Le Cirier est conseiller du Roi au Parlement de Paris et chanoine de la Sainte-Chapelle de Paris et du chapitre de chanoines d'Avranches. Il succède à son oncle Antoine Le Cirier, mort le 15 janvier 1575, comme doyen de la cathédrale Notre-Dame de Paris puis comme évêque d'Avranches. Il est confirmé pour son siège épiscopal le 25 avril 1575. Dès le 15 juin suivant, il se démet de son décanat en faveur de Louis Séguier († 9 septembre 1610) et il ne prend possession de son évêché que le 13 août. Il meurt à l'âge de 40 ans le 23 mars 1580 dans son diocèse et il est inhumé dans le chœur de la cathédrale devant la chaire épiscopale.
Sa famille avait son hôtel particulier rue Galande ou mourut Jean Le Cirier également chanoine de Notre-Dame de Paris le 29 août 1551, frère d'Antoine Le Cirier

## Héraldique
Ses armoiries sont identiques à celles de son oncle : d'argent à une étoile de gueules, accompagnée de quatre hermines de sable.